# Memorial Câmara Cascudo
O Memorial Câmara Cascudo é um ponto turístico da cidade de Natal, capital do estado do Rio Grande do Norte. Fica localizado próximo à Catedral Antiga (Igreja Matriz de Nossa Senhora da Apresentação)
Foi instalado em 10 de fevereiro de 1987 num prédio que data do século XVIII erguida para servir de sede ao Real Erário e posteriormente a Tesouraria da Fazenda, localizado na Praça André de Albuquerque na cidade de Natal no Rio Grande do Norte.
De sua construção até 1955, o edifício foi sede da Delegacia Fiscal, órgão do Ministério da Fazenda. Entre 1955 e 1982, o prédio abrigou o Quartel General do Exército e em sequência o recente Memorial. A partir de 10 de fevereiro de 1987 se transformou no Memorial Câmara Cascudo (por iniciativa do jornalista Paulo Macedo), que é, desde então, um dos locais mais visitados pelos turistas na cidade.
O Memorial tem como objetivo preservar e divulgar a vida e a obra de Luís da Câmara Cascudo, abordando diversos aspectos, com destaque a biblioteca particular de Câmara Cascudo, com cerca de 10 mil volumes de diversos assuntos como folclore, religião, história, biografias e romances, conta ainda com quadros que retratam momentos marcantes da vida de Câmara Cascudo. A biblioteca é considerada "rara" por possuir obras do início do século passado e livros em diversos idiomas. Grande parte dos livros tem anotações de próprio punho de Cascudo e dedicatórias dos autores.